# 福岡市立平尾中学校
福岡市立平尾中学校（ふくおかしりつひらおちゅうがっこう）とは、福岡県福岡市中央区平和にある公立中学校。

## 沿革
- 1962年 福岡市立高宮中学校小笹分校として開校
- 1963年 福岡市立平尾中学校として独立
- 1964年 東京オリンピック聖火リレーに2名参加
- 1971年 交通安全優良校としての表彰を受ける
- 1997年 長野オリンピック聖火リレーに2名参加

## 学区
- 小笹小学校区（中央区）・平尾小学校区（中央区）

## 交通
- 西鉄平尾駅から徒歩約21分
- 西鉄バス
  - 平和五丁目バス停から徒歩約1分
  - 小笹バス停から徒歩5分

## 著名な卒業生
- 濱岸ひより (元日向坂46 現モデル系)
- 彩月つくし (元宝塚歌劇団 雪組娘役)